# Воля (право)
Во́ля — это способность лица руководить своими действиями.
Воля является частью правосознания. Наличие воли является обязательным аспектом дееспособности человека в гражданском праве и вменяемости — в уголовном.

## Наличие воли

### Определение наличия воли
С точки зрения юриспруденции любой человек должен обладать волевым и интеллектуальным критерием личности. Отсутствие хотя бы одного из них является основанием для признания человека недееспособным или невменяемым. При необходимости определения дееспособности или вменяемости судом назначается судебная экспертиза, которая определяет наличие волевого аспекта личности. Однако для целей правовой квалификации поведения лица дееспособность и вменяемость определяются именно судом на основании экспертизы, а не осуществляющими экспертизу врачами. Признание лица недееспособным лишает его возможности совершать гражданско-правовые сделки, а уже совершённые им на момент признания его судом недееспособным могут быть оспорены в суде по мотиву их недействительности, если будет доказано, что гражданин на момент их совершения уже не был способен понимать значение своих действий и руководить ими.

### Последствия признания отсутствия воли
Так как воля обязательна при заключении гражданско-правовых сделок, даже совершённая дееспособным лицом сделка признаётся ничтожной, если воля совершающего сделку не была направлена на достижение правовых последствий (мнимая сделка, в быту именуемая фиктивной), либо если истинная воля данного лица направлена на заключение другой сделки (притворная сделка). В этом случае сделка (притворная), прикрывающая собой другую сделку (реальную) является ничтожной, а к реальной сделке применяются правила, установленные для этого типа сделок. Недействительными могут быть признаны судом также сделки, совершённые под влиянием обмана, насилия, угрозы, злонамеренного соглашения представителя одной стороны с другой стороной или стечения тяжёлых обстоятельств, так как такая сделка не будет выражением подлинной, сознательной воли сторон. Это справедливо также и для сделок, совершённых под влиянием заблуждения относительно природы сделки либо тождества или таких качеств её предмета, которые значительно снижают возможности его использования по назначению.

## Воля в уголовном праве
В уголовном праве воля является обязательным критерием субъекта общественно-опасного деяния. Воля лица, совершившего преступления в зависимости от формы вины и состава может формулироваться следующим образом:
- 1) Прямой умысел, материальный состав: лицо желает наступления общественно-опасных последствий.
- 2) Прямой умысел, формальный состав — лицо желает совершить общественно-опасное деяние.
- 3) Прямой умысел, усечённый состав: лицо желает совершить общественно-опасное деяние.
- 4) Косвенный умысел, материальный состав: лицо не желает, но сознательно допускает или безразлично относится к наступившим последствиям (пассивное отношение к наступившим последствиям). Формального и усечённого состава при косвенном умысле быть не может, так как лицо может осознавать общественную опасность деяния (то есть интеллектуальный момент возможен), но не может не желать, однако сознательно допускать или относиться безразлично к совершаемому им деянию (то есть с точки зрения волевого момента это абсурдно).
- 5) Альтернативно-конкретный умысел: волевой момент — лицо желает или сознательно допускает (безразлично относится) к наступлению любого из последствий. То есть как в прямом умысле может желать наступления и как в косвенном — допускать (безразлично относиться). В отличие от прямого и косвенного умысла альтернативно-конкретный предполагает, что субъекта устраивает наступление любого из возможных последствий или он безразлично относится к любому из них.
- 6) Неконкретизированный умысел. Аналогичен по волевому моменту с прямым и косвенным в материальном состав: то есть лицо желает, сознательно допускает или безразлично относится к наступлению последствий. Главное его отличие по интеллектуальному моменту.
- 7) Преступное легкомыслие, материальный состав (формальный и усечённый не возможен): лицо не желает и не допускает наступления последствий, рассчитывая на какие-либо обстоятельства (активное неприятие последствий).
- 8) Преступная небрежность, материальный состав: воля состоит из объективного и субъективного критериев.

Объективный: лицо должно осознавать общественную опасность деяния и предвидеть наступление последствий.

Субъективный: лицо может осознавать общественную опасность, но с точки зрения интеллектуального критерия не осознаёт и не предвидит её.
- 9) Преступная небрежность, формальный и усечённый составы.

Объективный критерий: лицо должно осознавать общественную опасность деяния;

субъективный: лицо может осознавать общественную опасность деяния.
Отсутствие воли является основанием для признания лица невменяемым, что ведёт к установлению отсутствия состава преступления. Именно поэтому при рассмотрении уголовного дела по существу, где подсудимым является невменяемое лицо, не устанавливается истина по вопросу умышленности деяния, виновности подсудимого, а также смягчающих или отягчающих обстоятельств, а по результатам рассмотрение выносится не приговор, а постановление об освобождении от уголовной ответственности или от наказания и о применении к нему принудительных мер медицинского характера.